# Amt Großrudestedt
Das Amt Großrudestedt war eine territoriale Verwaltungseinheit der Ernestinischen Herzogtümer. Es wurde 1664 aus der Vogtei Schwansee und vier Orten der Vogtei Brembach gebildet, nachdem diese 1662 vom Herzogtum Sachsen-Weimar an Herzog Johann Georg I. kamen. Als dieser 1672 Herzog von Sachsen-Eisenach wurde, kamen das Amt Ringleben und mehrere adlige Orte zum Amt hinzu. Seit 1741 gehörte das Amt Großrudestedt zum Herzogtum Sachsen-Weimar-Eisenach. Nach der Erhebung Sachsen-Weimar-Eisenachs zum Großherzogtum im Jahr 1815 erfuhr das Amt Großrudestedt eine erhebliche territoriale Vergrößerung.
Bis zur Verwaltungs- und Gebietsreform des Großherzogtums Sachsen-Weimar-Eisenach im Jahr 1850 und der damit verbundenen Auflösung bildete das Amt den räumlichen Bezugspunkt für die Einforderung landesherrlicher Abgaben und Frondienste, für Polizei, Rechtsprechung und Heeresfolge.

## Geographische Lage
Das Amt Großrudestedt lag im Thüringer Becken. Flüsse im Amtsgebiet waren die Gera, die Schmale Gera, die Gramme, die Vippach und die Scherkonde. Das Territorium war das östlichste Amt des Herzogtums Sachsen-Eisenach. Es lag, von Eisenach durch das Herzogtum Sachsen-Gotha und das Erfurter Gebiet getrennt, bis zum Anfang des 19. Jahrhunderts als schmaler Streifen mit großer West-Ost-Ausdehnung zwischen dem Kurfürstentum Sachsen (Thüringer Kreis) im Norden und dem Erfurter Gebiet im Süden.
Das Amtsgebiet liegt heute zum größten Teil im Landkreis Sömmerda im Nordosten des Freistaats Thüringen. Stotternheim und Mittelhausen sind heute Stadtteile von Erfurt, Vippachedelhausen und Thalborn gehören zum Landkreis Weimarer Land.

## Angrenzende Verwaltungseinheiten
Situation bis zum Wiener Kongress 1815
- Nordwest: Amt Weißensee (Kurfürstentum Sachsen, ab 1806 Königreich Sachsen); Haßleben (Exklave der Unterherrschaft des Fürstentums Schwarzburg-Sondershausen, 1811 zum Amt Großrudestedt)
- Norden: Exklave Amt Sömmerda des Erfurter Gebiets (Kurmainz, ab 1802 zum Königreich Preußen, ab 1807 zum französischen Fürstentum Erfurt)
- Nordosten: Amt Eckartsberga (Kurfürstentum Sachsen, ab 1806 Königreich Sachsen)
- Osten: Vogtei Brembach (Weimarischer Anteil), 1735 zum Amt Hardisleben (Herzogtum Sachsen-Weimar, ab 1741 Herzogtum Sachsen-Weimar-Eisenach)
- Südosten: Amt Weimar (Herzogtum Sachsen-Weimar, ab 1741 Herzogtum Sachsen-Weimar-Eisenach)
- Süden und Westen: Ämter Azmannsdorf und Gispersleben des Erfurter Gebiets (Kurmainz, ab 1802 zum Königreich Preußen, ab 1807 zum französischen Fürstentum Erfurt)

Weiterhin grenzte die Exklave Nöda des kursächsischen Amts Weißensee im Süden an das Amtsgebiet. Die Exklaven Schloßvippach und Kleinbrembach (Erfurter Anteil) des zum Erfurter Staat gehörigen Amts Vippach lagen im Osten des Amts Großrudestedt. Nachdem im Jahr 1811 die Schwarzburgische Exklave Haßleben zum Amtsgebiet kam, grenzte das Amt Großrudestedt im Nordwesten zusätzlich an jeweils eine Exklave der kursächsischen Ämter Weißensee und Eckartsberga und an die Exklave Werningshausen der zum Herzogtum Sachsen-Gotha-Altenburg gehörigen Grafschaft Gleichen.
Situation nach dem Wiener Kongress 1815 und der Vergrößerung des Amts
- Norden: Landkreis Weißensee  (Königreich Preußen, Provinz Sachsen);  Exklave Werningshausen (Herzogtum Sachsen-Gotha-Altenburg, ab 1826 Herzogtum Sachsen-Coburg und Gotha)
- Nordosten: Landkreis Eckartsberga  (Königreich Preußen, Provinz Sachsen)
- Osten: Amt Buttstädt (Großherzogtum Sachsen-Weimar-Eisenach)
- Südosten: Amt Weimar (Großherzogtum Sachsen-Weimar-Eisenach)
- Süden: Amt Vieselbach (Großherzogtum Sachsen-Weimar-Eisenach)
- Südwesten: Landkreis Erfurt  (Königreich Preußen, Provinz Sachsen)

## Geschichte

### Vorgänger des Amts Großrudestedt
Ein großer Teil der Ortschaften des späteren Amts Großrudestedt gehörte in frühester Zeit zur „Grafschaft an der schmalen Gera“. Nachdem der Thüringer Landgraf Albrecht der Entartete diese im Jahr 1270 an die Stadt Erfurt wiederverkäuflich abgetreten hatte, war sie lange Zeit ein strittiger Punkt zwischen der Stadt und Albrechts Nachfahren, die deren Rückerwerbung vergeblich angestrebten.
Die Orte des im 17. Jahrhundert entstandenen Amts Großrudestedt gehörten vor dessen Gründung zur Vogtei Schwansee, zum Amt Ringleben, zur Vogtei Brembach oder waren im Besitz verschiedener adliger Herren.
Vogtei Schwansee
Schwansee gehörte im 13. und 14. Jahrhundert dem Weißfrauenkloster und der Stiftung des Großen Hospitals Erfurt. Großmölsen gehörte bis 1489 zum wettinischen Amt Buttelstedt.
Großrudestedt und die benachbarte Siedlung Kleinrudestedt waren um 1211 im Besitz eines „Bernolf von Rudestedt“, welcher als Dienstmann des ludowingischen Landgrafen Hermann von Thüringen erwähnt wurde. Großrudestedt gelangte in der Folgezeit in den Besitz der Grafen von Beichlingen. Zwischen 1322 und 1452 stand der Ort unter dem Marienstift in Erfurt, Kleinrudestedt bereits seit 1270. Nachdem das Marienstift im Jahr 1452 seine Rechte an die Stadt Erfurt abgetreten hatte, stand Großrudestedt bis 1535 „unter dem Rate von Erfurt“. Im „Streit um Großrudestedt“ wurde der Ort 1535 durch den ernestinischen Kurfürsten von Sachsen gewaltsam in Besitz genommen.
Nach der Wittenberger Kapitulation 1547 blieb die Vogtei Schwansee, zu der die Orte Schwansee, Großrudestedt, Kleinrudestedt und der von diesen territorial getrennte Ort Großmölsen gehörten, im Besitz der Ernestiner. Deren Herzogtum Sachsen wurde bereits 1572 in der Erfurter Teilung wiederum aufgeteilt, so dass die Vogtei Schwansee seitdem zum Herzogtum Sachsen-Weimar gehörte.
Nach dem Tod des Herzogs Wilhelm IV. von Sachsen-Weimar kam die Vogtei Schwansee im Jahr 1662 in den Besitz von Herzog Johann Georg, dem späteren Herzog von Sachsen-Eisenach.
Amt Ringleben
Bereits zu Beginn des 9. Jahrhunderts wurde Mittelhausen erstmals urkundlich als Reichsbesitz erwähnt. Zusammen mit dem benachbarten Riethnordhausen bildete Mittelhausen eine „kleinere Grafschaft“ im Besitz der ludowingischen Landgrafen von Thüringen. 1152 nannte sich ein Ministerialen-Geschlecht nach dem Ort. Von 1130 bis zum Thüringer Grafenkrieg (1342–1346) bestand in Mittelhausen der Oberste Dingstuhl der Landgrafschaft Thüringen, welchem als Landfriedensgericht eine zentrale Bedeutung zukam.
Die Burg in Ringleben wurde 1290 durch König Rudolf I. zerstört, 1309 erfolgte die Verwüstung des Ortes durch den Landgrafen Johann von Hessen. Landgraf Friedrich von Thüringen übergab 1433 den Ort Ringleben einschließlich der Gerichtsbarkeit an das Kartäuserkloster Erfurt.
Alle drei Orte kamen bei der Leipziger Teilung im Jahr 1485 zum ernestinischen Kurfürstentum Sachsen. 1542 wurde das Amt Ringleben gebildet, zu dem die drei Orte Ringleben, Mittelhausen und Riethnordhausen gehörten. Nach der Wittenberger Kapitulation 1547 blieb das Amt Ringleben im Besitz der Ernestiner. Es kam bei der Erfurter Teilung 1572 zum Herzogtum Sachsen-Weimar unter Herzog Johann Wilhelm, der es an seine Nachfahren, Herzog Johann, dann an dessen Sohn Wilhelm IV. vererbte. Nach dem Tod des Herzogs Wilhelm IV. von Sachsen-Weimar kam das Amt Ringleben im Jahr 1662 an das neu entstandene Herzogtum Sachsen-Eisenach.
Vogtei Brembach
Einige Orte der späteren Vogtei Brembach gehörten im 14. Jahrhundert den Grafen von Orlamünde (u. a. Vogelsberg und Fiedelhausen). Nach deren Aussterben im Jahr 1372 kamen diese an die wettinische Landgrafschaft Thüringen. Im Jahre 1421 ist Vogelsberg als Sitz einer Vogtei mit 8 Dörfern erwähnt. Sie gelangte bei der Leipziger Teilung 1485 an das ernestinische Kurfürstentum Sachsen.
Im 16. Jahrhundert wird in der Region die Vogtei Brembach als ein Teil des ernestinischen Kurfürstentums Sachsen erwähnt. Zu ihr gehörten die Orte Großbrembach, Kleinbrembach (Weimarischer Anteil), Olbersleben, Niederreißen, Rohrbach, Nermsdorf, Vogelsberg, Sprötau, Fiedelhausen (Vippachedelhausen) und die Stadt Rastenberg. 1544 geriet die Stadt Buttelstedt vom benachbarten gleichnamigen Amt durch Auslösung wieder in landesherrschaftlichten Besitz der Ernestiner. Der Ort wurde nun zum Sitz der Vogtei Brembach bestimmt, blieb jedoch unter der Gerichtsbarkeit des Amts Weimar.
Nach der Wittenberger Kapitulation 1547 blieb die „Vogtei Brembach zu Buttelstedt“ im Besitz der Ernestiner. Sie kam bei der Erfurter Teilung 1572 zum Herzogtum Sachsen-Weimar. Nach dem Tod des Herzogs Wilhelm IV. von Sachsen-Weimar wurde die Vogtei Brembach im Jahr 1662 geteilt. Der Großteil der „Vogtei Brembach“ mit den Orten Buttelstedt, Großbrembach, Rastenberg, Olbersleben, Niederreißen, Rohrbach und Nermsdorf verblieb bei Herzog Johann Ernst II. von Sachsen-Weimar und wurde 1735 dem Amt Hardisleben angegliedert.
Die brembachischen Orte Kleinbrembach (Weimarischer Anteil), Vogelsberg, Sprötau und Fiedelhausen (Vippachedelhausen) kamen hingegen an Johann Georg I., welcher seine Residenz in Marksuhl nahm und im neuen Herzogtum Sachsen-Eisenach die Einkünfte aus einer Reihe von Ämtern erhielt.

### Das Amt Großrudestedt 1664 bis 1815
Herzog Johann Georg I. kam nach dem Tod seines Vaters, Herzog Wilhelm IV. von Sachsen-Weimar, im Jahr 1662 in den Besitz verschiedener wettinischer Gebiete, darunter u. a. die Vogtei Schwansee, das Vorwerk Bachstedt und die Orte Kleinbrembach (Weimarischer Anteil), Vogelsberg, Sprötau und Vippachedelhausen aus der Vogtei Brembach. 1664 wurde der Amtssitz mit Amtsgericht von Schwansee nach Großrudestedt verlegt und die vier brembachischen Orte angegliedert.
Verbunden mit dem Erwerb des Amts Eisenach und dem Titel des Herzogs von Sachsen-Eisenach im Jahr 1672 verlegte Johann Georg I. seine Residenz von Marksuhl nach Eisenach. Zusätzlich erhielt er weitere Gebiete, u. a. das Amt Ringleben und das Kammergut Markvippach. Der Sitz des Amts Ringleben, wo der Gerichtsbeamte den Titel eines gesamten und sonderbaren Amtmanns" geführt hatte, wurde nun ebenfalls nach Großrudestedt verlegt.
Das vereinigte „Amt Großrudestedt“ bestand nun aus der Vogtei Schwansee mit den Orten Großmölsen, Großrudestedt, Kleinrudestedt und Schwansee, dem Amt Ringleben mit den Orten Mittelhausen, Ringleben und Riethnordhausen, den Orten Kleinbrembach (Weimarischer Anteil), Vogelsberg, Sprötau und Vippachedelhausen aus der Vogtei Brembach, dem Vorwerk Bachstedt und den adligen Orten Alperstedt, Dielsdorf, Eckstedt, Markvippach und Thalborn.
Mit dem Tod des Herzogs Wilhelm Heinrich starb im Jahr 1741 das Geschlecht der Herzöge von Sachsen-Eisenach aus, wodurch das Fürstentum mit seinen Ämtern als Erbschaft an Sachsen-Weimar fiel. Seitdem waren die beiden Länder als Herzogtum Sachsen-Weimar-Eisenach vereinigt. Das Amt Großrudestedt gehörte seitdem in Justiz- und Konsistorialsachen zu Sachsen-Eisenach, in Finanzangelegenheiten zu Sachsen-Weimar. Im Jahr 1811 erhielt das Herzogtum Sachsen-Weimar-Eisenach den Ort Haßleben vom Fürstentum Schwarzburg-Sondershausen. Durch die  Angliederung an das Amt Großrudestedt beendete der Ort seine Existenz als Exklave der Schwarzburg-Sondershäuser Unterherrschaft.

### Das Amt Großrudestedt von 1815 bis zur Auflösung 1850
Durch die Auswirkungen des Wiener Kongresses wurde das Herzogtum Sachsen-Weimar-Eisenach im Jahr 1815 zum Großherzogtum erhoben. Damit verbunden waren etliche Gebietszugewinne. Von dem an Preußen abgetretenen Teil des Kurfürstentums Sachsen erhielt das Amt Großrudestedt die Exklaven Nöda und Kranichborn des aufgelösten Amts Weißensee. Vom ehemaligen kurmainzischen, ab 1802 preußischen Erfurter Staat, welcher von 1806 bis 1814 zum französischen Fürstentum Erfurt gehörte, erhielt das Amt Großrudestedt den Ort Stotternheim aus dem ehemaligen Amt Gispersleben und die Exklaven Schloßvippach und Kleinbrembach (Erfurter Anteil) des Amts Vippach. Im Gegenzug wurde der Ort Ringleben an Preußen abgegeben und dem Landkreis Erfurt in der Provinz Sachsen angegliedert. Großmölsen kam 1816 zum neu gegründeten sachsen-weimarischen Amt Vieselbach.
1849/50 erfolgte im Großherzogtum Sachsen-Weimar-Eisenach die Trennung der Rechtsprechung von der Verwaltung. Dabei wurden auch die im Amt bestehenden Patrimonialgerichte aufgehoben. Das Amt Großrudestedt kam mit anderen Ämtern des Weimarer Kreises zum Verwaltungsbezirk Weimar, der auch als I. Verwaltungsbezirk bezeichnet wurde. Für die Jurisdiktion des aufgehobenen Amts Großrudestedt wurde dabei das Justizamt Großrudestedt errichtet, welches mit Inkrafttreten des Gerichtsverfassungsgesetzes am 1. Oktober 1879 in Amtsgericht Großrudestedt umbenannt und gleichzeitig dem neu errichteten Landgericht Weimar zugeordnet wurde. Der Großrudestedter Gerichtsbezirk selbst änderte sich dabei nicht.

## Zugehörige Orte

### Amt Großrudestedt bis 1811
Vogtei Schwansee
- Großmölsen
- Großrudestedt
- Kleinrudestedt
- Schwansee

Amt Ringleben
- Mittelhausen
- Riethnordhausen
- Ringleben

Vogtei Brembach
- Kleinbrembach (Weimarischer Anteil)
- Sprötau
- Vippachedelhausen
- Vogelsberg

Adlige Orte
- Alperstedt
- Dielsdorf
- Eckstedt
- Markvippach
- Thalborn

Güter
- Bachstedt

Wüstungen
- Barkhausen
- Kaltenborn (bei Sprötau)
- Neuendorf (bei Alperstedt)
- Stöllborn und Pissendorf (bei Vogelsberg)
- Zell (bei Alperstedt)

### Veränderungen ab 1811
Orte, die dem Amt Großrudestedt angegliedert wurden
- Haßleben (bis 1811 Exklave der Unterherrschaft des Fürstentums Schwarzburg-Sondershausen)
- Kranichborn (bis 1815 Exklave des Amts Weißensee des Kurfürstentums Sachsen)
- Nöda (bis 1815 Exklave des Amts Weißensee des Kurfürstentums Sachsen)
- Schloßvippach (bis 1802 zum Amt Vippach gehörige Exklave des kurmainzischen Erfurter Staats, 1802 preußisch, 1806–1814 zum französischen Fürstentum Erfurt)
- Kleinbrembach (Erfurter Anteil) (bis 1802 zum Amt Vippach gehörige Exklave des kurmainzischen Erfurter Staats, 1802 preußisch, 1806–1814 zum französischen Fürstentum Erfurt)
- Stotternheim (bis 1802 zum Amt Gispersleben gehöriger Ort des kurmainzischen Erfurter Staats, 1802 preußisch, 1806–1814 zum französischen Fürstentum Erfurt)

Orte, die vom Amt Großrudestedt abgegeben wurden
- Ringleben (1815 zum preußischen Landkreis Erfurt, Provinz Sachsen)
- Großmölsen (1816 zum Amt Vieselbach, Großherzogtum Sachsen-Weimar-Eisenach)